# Herbie Jones
Herbert "Herbie" Robert Jones (Miami, 23 maart 1926 - New York, 19 maart 2001) was een Amerikaanse jazz-trompettist, -bugelist, -componist en -arrangeur, die  voornamelijk bekend werd door zijn werk bij het orkest van Duke Ellington.
Jones werd in 1950 in New York lid van de band van Lucky Millinder. Hij studeerde compositie en arrangeren bij Eddie Barefield en aan verschillende conservatoria. Daarna speelde hij bij Andy Kirk, Buddy Johnson en Cab Calloway. Van 1963 tot 1968 was hij actief in het orkest van Ellington, als trompettist en ook arrangeur. Na zijn tijd bij Ellington was hij directeur van de alternatieve school Arts and Culture en dirigeerde hij het Bugle Corps van de Police Athletic League. Af en toe leidde hij een eigen band. Jones stierf aan de gevolgen van diabetes.

## Discografie (selectie)
Duke Elington:
- Duke Ellington Plays Mary Poppins, 1964
- Ellington '65, 1964
- ...And His Mother Called Him Bill, 1967
- Far East Suite, 1967
- Second Sacred Concert, Prestige, 1968